# گابریله سلا
گابریله سلا (ایتالیایی: Gabriele Sella; ۱۵ آوریل ۱۹۶۳ – ۲ ژوئن ۲۰۱۰) دوچرخه‌سوار اهل ایتالیا بود.